# Johann Vasmer
Johannes Vasmer (* um 1365; † 20. Juni 1430 in Bremen) war 1417 bis 1428 Ratsherr und 1422 bis 1430 Bürgermeister in Bremen.

## Biografie
Vasmer stammte wahrscheinlich von einer Familie aus Melinghausen bei Sulingen in der Grafschaft Hoya ab, die im 16. Jahrhundert mehrere Pastoren stellte. Er leistete 1389 in Bremen den Bürgereid und 1404 wurde er Geschworener des Kirchspiels St. Ansgarii. Er war von 1417 bis 1428 Ratsherr und von 1422 bis 1430 Bürgermeister von Bremen.
Nach 1424/25, als Bürgermeister Herbort Duckel und andere Ratsherren Bremen verließen und wegen bremischer Anleihen gegen die Stadt beim Kaiser und bei der Hanse klagten, wurde auf Grund einer allgemeinen Unzufriedenheit auf Wunsch der Bürgerschaft 1426 der Bremer Rat auf 12 Ratsherren und zwei Bürgermeister verkleinert. Vasmer wurde wiedergewählt. 1427 wurde Bremen wegen der Klage und der Neuerungen bis 1438 aus der Hanse ausgeschlossen und die Reichsacht über die Stadt verhängt.
1428 beschloss die Mehrheit im Rat und in der Bürgerschaft ein neues Bremer Stadtrecht. Vasmer war mit den Neuerungen nicht einverstanden und verließ im Mai 1430 die Stadt, um sich mit den anderen bereits geflohenen alten Ratsherren zu verbünden. Im Juni 1430 konnte ihn die Stadt Bremen bei einer Reise nach Oldenburg nahe bei Rekum gefangen nehmen. Der Rat verurteilte ihn wegen Hochverrats zum Tode. Die Enthauptung erfolgte am 20. Juni auf dem Mühlenberg vor dem Ostertor beim Paulskloster. Anschließend wurde Vasmer in der Kirche des Klosters bestattet.
In der Folge der Hinrichtung verbündeten sich Anhänger Vasmers und Angehörige der ehemaligen Ratsfamilien mit umliegenden Mächten. Es gelang ihnen, die Stadt einzunehmen und die Macht wieder an sich zu nehmen. Vasmer wurde auf Grund einer Klage seines Sohnes beim Reichsgericht 1435 rehabilitiert. Das geänderte Stadtrecht wurde erneut kodifiziert.

### Das Vasmer-Kreuz
Vasmers Familie errichtete 1435 an der Stelle seiner Hinrichtung ein Sühnekreuz aus Sandstein, dessen Original sich im Bremer Landesmuseum für Kunst und Kulturgeschichte (Focke-Museum) befindet. Das Vasmer-Kreuz steht an der Straße Beim Steinernen Kreuz Nr. 10 und ist seit 1973 als Bestandteil der Denkmalgruppe Beim Steinernen Kreuz geschützt. Es ist ein großes, freistehendes Kreuz mit Figurenreliefs, die aus Eintiefungen erhaben gearbeitet sind. Die Vorder- und Rückseite waren ursprünglich identisch, sind jedoch unterschiedlich stark verwittert. Zu sehen ist ein gekreuzigter Christus, ihm zu Füßen und an den oberen Kreuzendpunkten die Evangelistensymbole mit Spruchbändern. Darunter ist eine Verbreiterung des Kreuzstammes mit einer Figur des Johann Vasmer und seinem Wappen mit Helmzier. Das Kreuz wurde wahrscheinlich im Zuge der Bebauung des Ostertorviertels versetzt. Der Standort des Kreuzes war bis 1976/77 an der Straße Am Steinernen Kreuz 10, jetzt steht dort eine Kopie des Kreuzes in Verbindung mit dem originalen Sockel. Die sechseckige Sockelplatte trägt die Inschrift: 
„In deme iare unses Heren MCCCC an dem XXX iare [also 1430] des dinxedages vor Johannes Baptiste ward her Johan Vassmer Borghermester hie ghedotet. Biddet god vor de sele.“ 
Auf seinem Leichenstein stand die Inschrift: „Hier ligt de unschuldige Vassmer!“ Noch 1822 wurde der Organist der Liebfrauenkirche dafür bezahlt, „jährlich das Vasmerkreuz in der Vorstadt zu besichtigen, damit dasselbe im Stande erhalten werde“.

## Bildergalerie
Die Replik des Vasmer-Kreuzes im Ostertor sitzt auf dem Original-Sockel, wogegen das Original-Kreuz im Focke-Museum auf einem Abguss dieses Sockels steht.

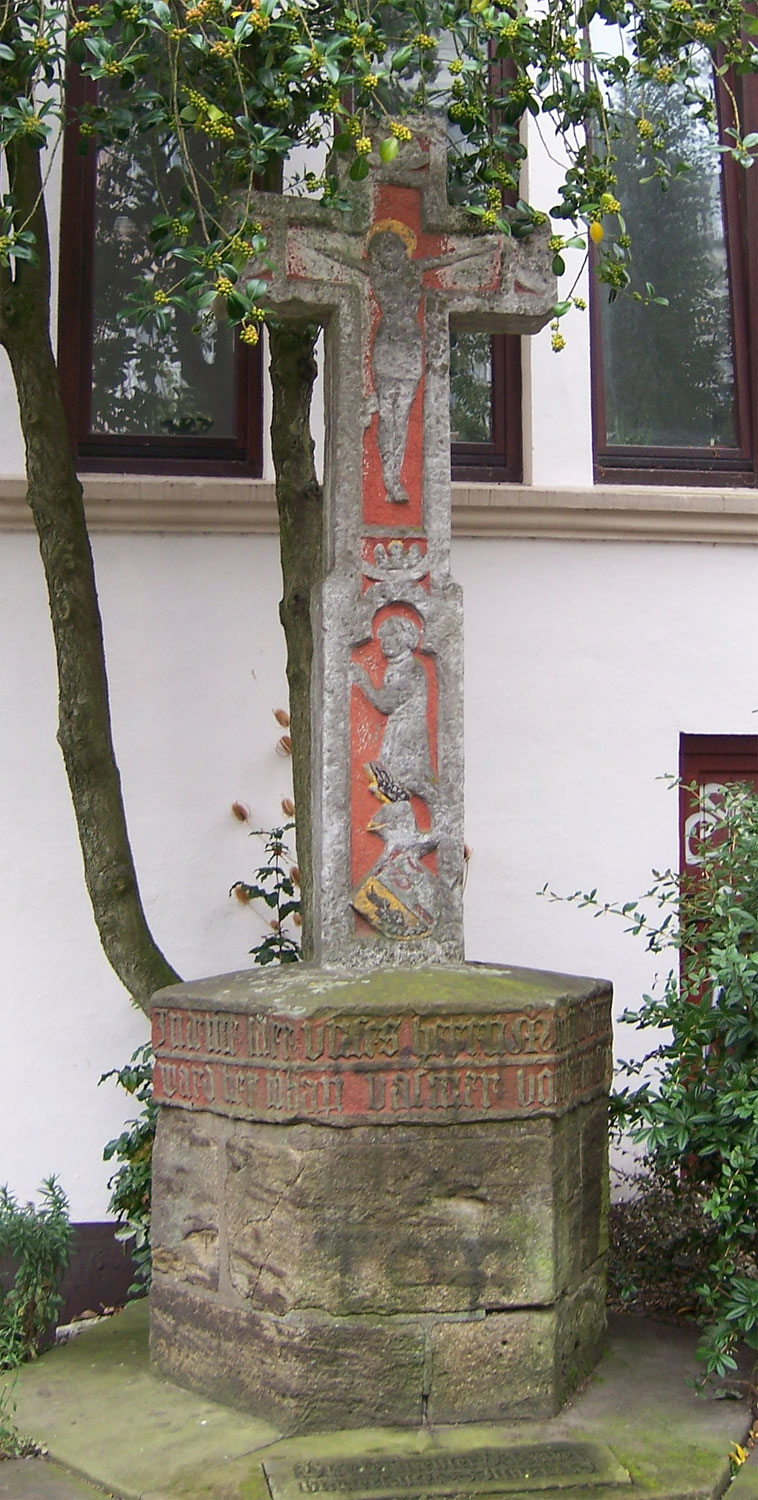
Vasmerkreuz, Replik auf Original-Sockel
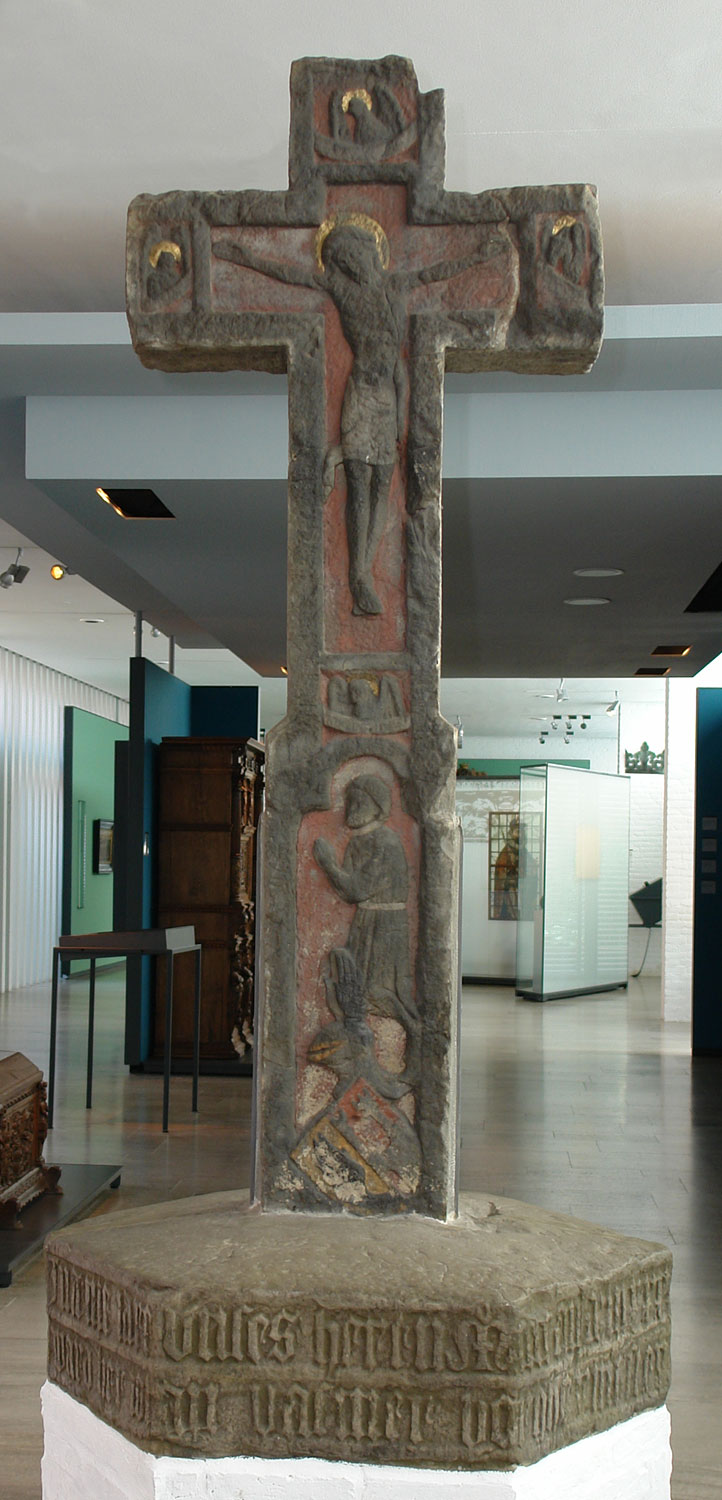
Kreuz-Original auf Sockel-Abguss